# Schwedenplatz (metropolitana di Vienna)
Schwedenplatz è una stazione delle linee U1 e U4 della metropolitana di Vienna, situata nel 1º distretto (Innere Stadt).

## Storia
La stazione in origine era una stazione della Stadtbahn di Vienna, allora operata su treni a vapore; progettata da Otto Wagner, fu completata nel settembre 1900 ed entrò in servizio il 6 agosto 1901 come Ferdinandsbrücke, denominazione usata allora per il ponte sul Donaukanal (anche la piazza si chiamava Ferdinandsplatz). Questa parte della Stadtbahn terminò le sue operazioni l'8 dicembre 1918 come conseguenza della carenza di carbone al termine della prima guerra mondiale. Il servizio riprese il 20 novembre 1925, dopo che sia la piazza che il ponte erano stati già rinominati rispettivamente in Schwedenplatz e Schwedenbrücke (6 novembre 1919), nel contesto della nuova Stadtbahn elettrificata. 
Con la riconversione della Stadtbahn in metropolitana, il 15 agosto 1978 la stazione è entrata in servizio come fermata della linea U4. Il 24 novembre 1979, con il completamento del prolungamento tra Stephansplatz e Nestroyplatz divenne operativa anche la fermata della linea U1, realizzando così l'attuale interscambio. Le banchine della U4 sono state completamente ridisegnate sugli standard dell'U-Bahn e del progetto originale di Otto Wagner non è rimasto quasi nulla.
La realizzazione della linea U1 costituì una sfida per gli ingegneri, soprattutto per il fatto di passare sotto il Donaukanal: il 9 luglio 1974 infatti il cantiere sotterraneo sotto Schwedenplatz finì allagato.

## Descrizione
La stazione è disposta su tre piani, in sotterranea con accesso tramite scale fisse e mobili. Ai treni della linea U1 si accede tramite banchine laterali, che si estendono in sotterranea tra Rotenturmstraße e lo Schwedenbrücke sul Donaukanal, mentre la banchina servita dalla linea U4 è a isola e si trova sotto Franz-Josefs-Kais.

## Ingressi
- Laurenzerberg
- Rotenturmstraße